# St. George (Kansas)
St. George è un comune degli Stati Uniti d'America, situato nello Stato del Kansas, nella contea di Pottawatomie.